# Igrici
Igrici là một thị trấn thuộc hạt Borsod-Abaúj-Zemplén, Hungary. Thị trấn này có diện tích 19,47 km², dân số năm 2010 là 1238 người, mật độ 64 người/km².